# Barajul Râpa Albastră
Râpa Albastră este un baraj din județul Vaslui, cu codul cadastral XII-1.78.29.
Data punerii în funcțiune 1975
Curs de apă: râu Simila, 
Lungime baraj 810 m ,
inălțime baraj 17,8 m
Volum la NNR 8,78 mil mc ; 
volum total 24,8 mil mc.
Q max GF 49,67 mc/s,
Q max DAM 550,00 mc/s.